# T-Shirt (cântec)
„T-Shirt” este un cântec al interpretei barbadiene Shontelle. Piesa a fost trimis posturilor de radio în vara anului 2008. În urma campaniei de promovare de care a beneficiat, cântecul a urcat până pe locul 1 în ierarhia americană Billboard Hot Dance Club Play, însă a câștigat doar treapta cu numărul 36 în ierarhia principală a revistei Billboard. Concomitent, „T-Shirt”, a activat și în listele muzicale din Canada, unde s-a clasat pe poziția 41, la șapte săptămâni de la debut.
Deși primul single a beneficiat de clasări notabile, materialul pe care a fost inclus, Shontelligence, a înregistrat vânzări scăzute. În ciuda insuccesului de pe teritoriul american, casa de discuri a solistei a pornit campania de pormovarea a înregistrării „T-Shirt” într-o serie de țări europene. Compoziția s-a bucurat de clasări superioare celor obținute anterior, ocupând locul 6 în Regatul Unit și staționând în top 10 timp de patru săptămâni consecutive. Piesa s-a vândut în peste 600.000 de unități la nivel mondial. Acest lucru a determinat anunțarea unei date de lansare pentru materialul de proveniență al șlagărului.